# Kőrösi Műhely
Kőrösi Műhely – alcíme szerint "Értékkereső és -közvetítő lap". Aradon és a magyarországi Gyomaendrődön szerkesztik, 1990 óta a Lakiteleki Alapítvány anyagi támogatásával.
Aradi szerkesztői: Ujj János és Irházi János. Arad és a szomszédos magyarországi Békés megye kulturális értékeit igyekszik felkutatni. A romániai részben szépirodalmi alkotást közölt G. Pataky András, Ódry Mária, Marosparti Szabó Péter, Irházi János, Disz Péter. Riporttal Znorovszky Attila, Oroszhegyi Károly, Burus János, tanulmánnyal Kovách Géza, Csanádi János, Matekovits Mihály, Ujj János jelentkezett benne.